# Un homme entre ma fille et moi
Pour plus de détails, voir Fiche technique et Distribution.
Un homme entre ma fille et moi (Sinister Minister) est un thriller dramatique américain réalisé et monté par Jose Montesinos, diffusé en 2017. Il s’agit de l’adaptation d’une affaire criminelle sur le pasteur Arthur Schirmer ayant assassiné sa première femme Jewel en 1999 et frappé à la tête de sa seconde femme Betty en 2008 ; il a été reconnu coupable de ces deux meurtres et condamné à la prison à vie en 2013.

## Synopsis
Une nuit à Brightside en Californie, la police découvre une femme pendue au garage. Il s’agit de Jewel, l’épouse du pasteur DJ. Quelques années après, Trish Wells et sa fille Siena aménagent dans leur nouvelle maison dans cette même ville, sous les yeux du pasteur. Ils font connaissance. Le pasteur est remarié depuis quelque temps à Bestey qui trouve la mort dans un accident de voiture. Lorsque la fille Siena fait ses siennes, elle retrouve son père John Wells. Trish n’apprécie pas. Et surtout DJ.

## Fiche technique
Sauf indication contraire, les informations mentionnées dans cette section peuvent être confirmées par la base de données cinématographiques IMDb,  présente dans la section « Liens externes ».
- Titre original : Sinister Minister
- Titre français : Un homme entre ma fille et moi
- Réalisation : Jose Montesinos
- Scénario : Koichi Petetsky
- Direction artistique : Jason Thirlaway
- Décors : Brooks Fairley
- Costumes : Shay Bacher
- Photographie : Rafael Leyva
- Montage : Jose Montesinos et Josh Toomey
- Musique : Christopher Cano et Chris Ridenhour
- Production : David Michael Latt
- Société de production : The Asylum
- Société de distribution : Lifetime Entertainment
- Pays d’origine :  États-Unis
- Langue originale : anglais
- Format : couleur - 16:9 - son stéréo
- Genre : thriller dramatique
- Durée : 89 minutes
- Dates de diffusion :
  - États-Unis : 28 mai 2017 sur Lifetime
  - France : 10 mai 2018 sur TF1

## Distribution
- Nikki Howard (VF : Marion Valantine) : Trish Wells
- Ryan Patrick Shanahan (VF : Hervé Lacroix) : DJ
- Angelica Briones (VF : Nastassja Girard) : Sienna Wells
  - Violette Wagener : Sienna, à 5 ans
- Rachel G. Whittle (VF : Karine Texier) : l'inspectrice Leslie Mann
- Sophia Thomas (VF : Pascale Mompez) : Carol
- Jeff Marchelletta (en) (VF : Olivier Chauvel) : John Wells

 Source et légende : version française (VF) sur RS Doublage.

## Production

### Tournage
Le tournage a lieu à Simi Valley en Californie

## Accueil
Le téléfilm diffuse le 28 mai 2017 sur le réseau Lifetime aux États-Unis, et le 10 mai 2018 sur la chaîne TF1 en France.